# MBN 시티라이프
《MBN 시티라이프》는 MBN에서 방영되었던 교양 프로그램이다.

## MC
- 한영

## 동시간대 경쟁 프로그램
- KBS 뉴스광장 (KBS 1TV)
- MBC 뉴스투데이 (MBC)
- 모닝와이드 (SBS)
- 생방송 아침이 좋다 (KBS 2TV)
- TV조선 뉴스 7, 생방송 광화문의 아침 (TV조선)
- 채널A 아침뉴스, 김현욱의 굿모닝 (채널A)
- JTBC 뉴스 아침& (JTBC)